# گمینا گولچوو
گمینا گولچوو (به لهستانی:  Gmina Golczewo) یک گمینا در لهستان است که در شهرستان کامینگ واقع شده‌است. گمینا گولچوو ۱۷۵٫۳۹ کیلومتر مربع مساحت و ۶٬۰۶۵ نفر جمعیت دارد.